# بادخورک تپوئی
بادخورک تپوئی (نام علمی: Streptoprocne phelpsi) نام یک گونه از سرده بادخورک‌های طوق‌دار است.